# Nitroniumtetrafluoroborat
Nitroniumtetrafluoroborat ist eine chemische Verbindung. Es handelt sich um das Tetrafluorborat-Salz des Nitroniumions.

## Darstellung
Das Salz kann durch Reaktion von wasserfreiem Fluorwasserstoff mit Bortrifluorid und Distickstoffpentoxid in Nitromethan hergestellt werden.

## Verwendung
Nitroniumtetrafluoroborat wird als reaktives Reagenz zur Nitrierung von Aromaten verwendet. Nitrierungen laufen mit diesem Salz besser und unter milderen Bedingungen ab als mit dem herkömmlichen Protokoll zur Nitrierung, in welchem Nitroniumionen in situ aus Salpetersäure und Schwefelsäure hergestellt werden. Es nitriert Benzol zu Nitrobenzol und selbst 2,6-Dibrompyridin.